# Abraham Berge
Abraham Theodor Berge (* 20. August 1851 in Lyngdal; † 10. Juli 1936 in Tønsberg) war ein norwegischer rechtsliberaler Politiker der Frisinnede Venstre. Er war norwegischer Ministerpräsident von 1923 (als Nachfolger von Otto Bahr Halvorsen) bis 1924.
Der Lehrer Berge begann seine politische Karriere in Lista in der heutigen Stadt Farsund, wo er 1882 zum Bürgermeister gewählt wurde. Von dort ging er 1891 in das norwegische Parlament, wo er zunächst die Venstre-Partei vertrat. Er war in unterschiedlichen Kabinetten Kirchen- und Finanzminister. Nach ein zehnjährigen Pause von der Politik wurde er wieder Finanzminister und später auch Premier, als der diensthabende Premier Otto Bahr Halvorsen starb. Er trat zurück, als eine Abstimmung zur Aufhebung der Prohibition scheiterte.
1926 wurde er – als einziger norwegischer Premier überhaupt – im Amt angeklagt. Die Beschuldigungen besagten, er habe Informationen im Zusammenhang mit einer Bank zurückhalten, die von der Pleite bedroht war und von der Regierung gerettet werden sollte. Er wurde jedoch 1927 zusammen mit sechs weiteren Ministern freigesprochen.